# Balterswil
Balterswil è una frazione del comune svizzero di Bichelsee-Balterswil, nel Canton Turgovia (distretto di Münchwilen).

## Storia

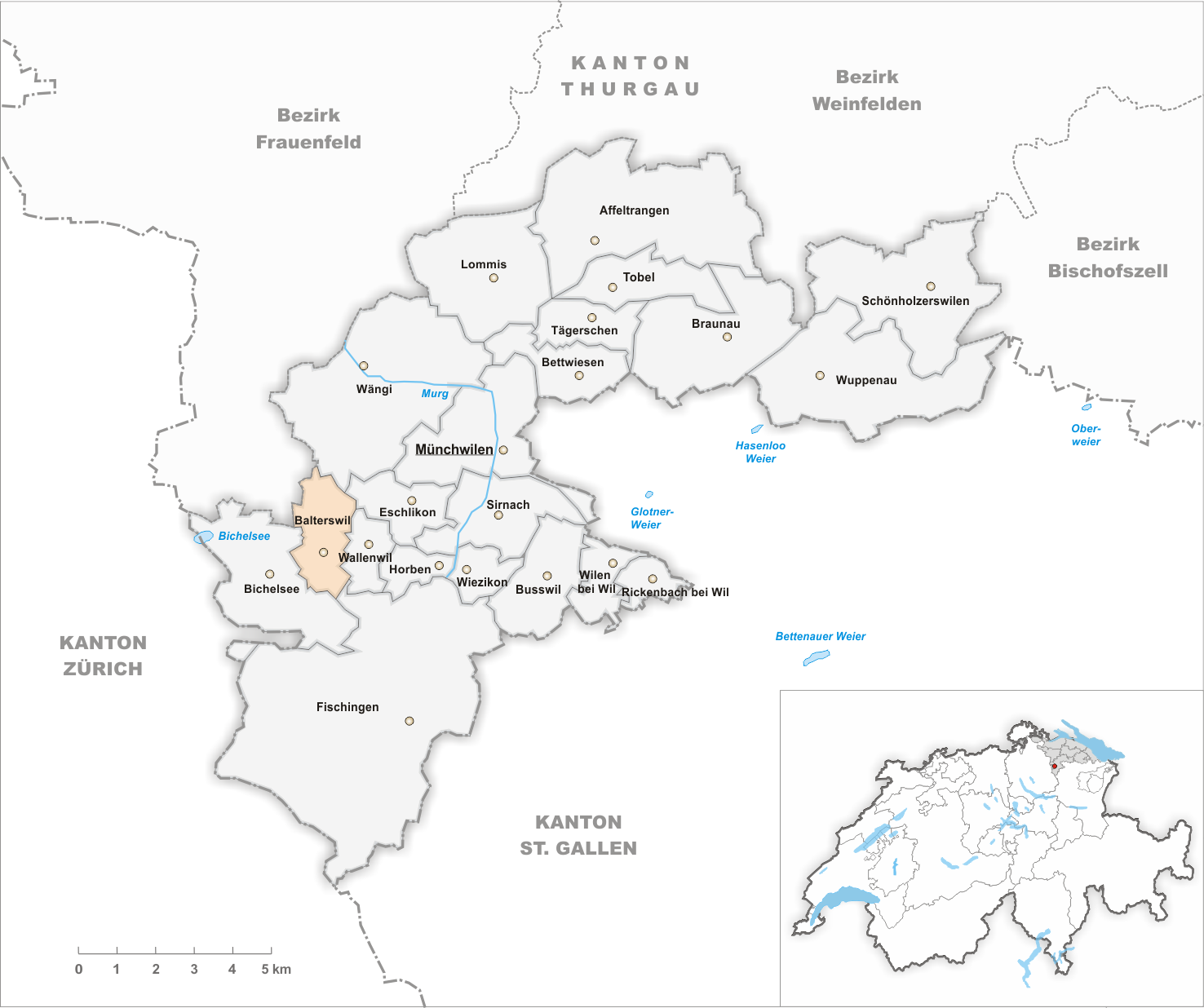
Il territorio del comune di Balterswil prima degli accorpamenti comunali del 1996

Già comune autonomo (Ortsgemeinde) che comprendeva anche le frazioni di Ifwil, Lochwies e Zielwies, il 1º gennaio 1996 è stato aggregato all'altro comune soppresso di Bichelsee per formare il nuovo comune di Bichelsee-Balterswil.

## Società

### Evoluzione demografica
L'evoluzione demografica è riportata nella seguente tabella:
Abitanti censiti

## Amministrazione
Ogni famiglia originaria del luogo fa parte del cosiddetto comune patriziale e ha la responsabilità della manutenzione di ogni bene ricadente all'interno dei confini della frazione.